# Pantai (Kuantan Mudik)
Pantai is een bestuurslaag in het regentschap Kuantan Singingi van de provincie Riau, Indonesië. Pantai telt 2559 inwoners (volkstelling 2010).